# Muttenbach (Ruhr)
Der Muttenbach ist ein knapp 7½ Kilometer langer, südlicher und linksseitiger Zufluss der Ruhr im Süden der Stadt Witten in Nordrhein-Westfalen zwischen den Ortsteilen Bommern und Herbede. Er prägt das Muttental, das heute durch den Bergbauwanderweg Muttental touristisch erschlossen ist.

## Name
Der Namensbestandteil Mutte (nds. für Sau, ein weibliches Hausschwein) verweist auf die ehemalige Waldweidenutzung in diesem Bereich (vgl. Eichelmast).

## Verlauf

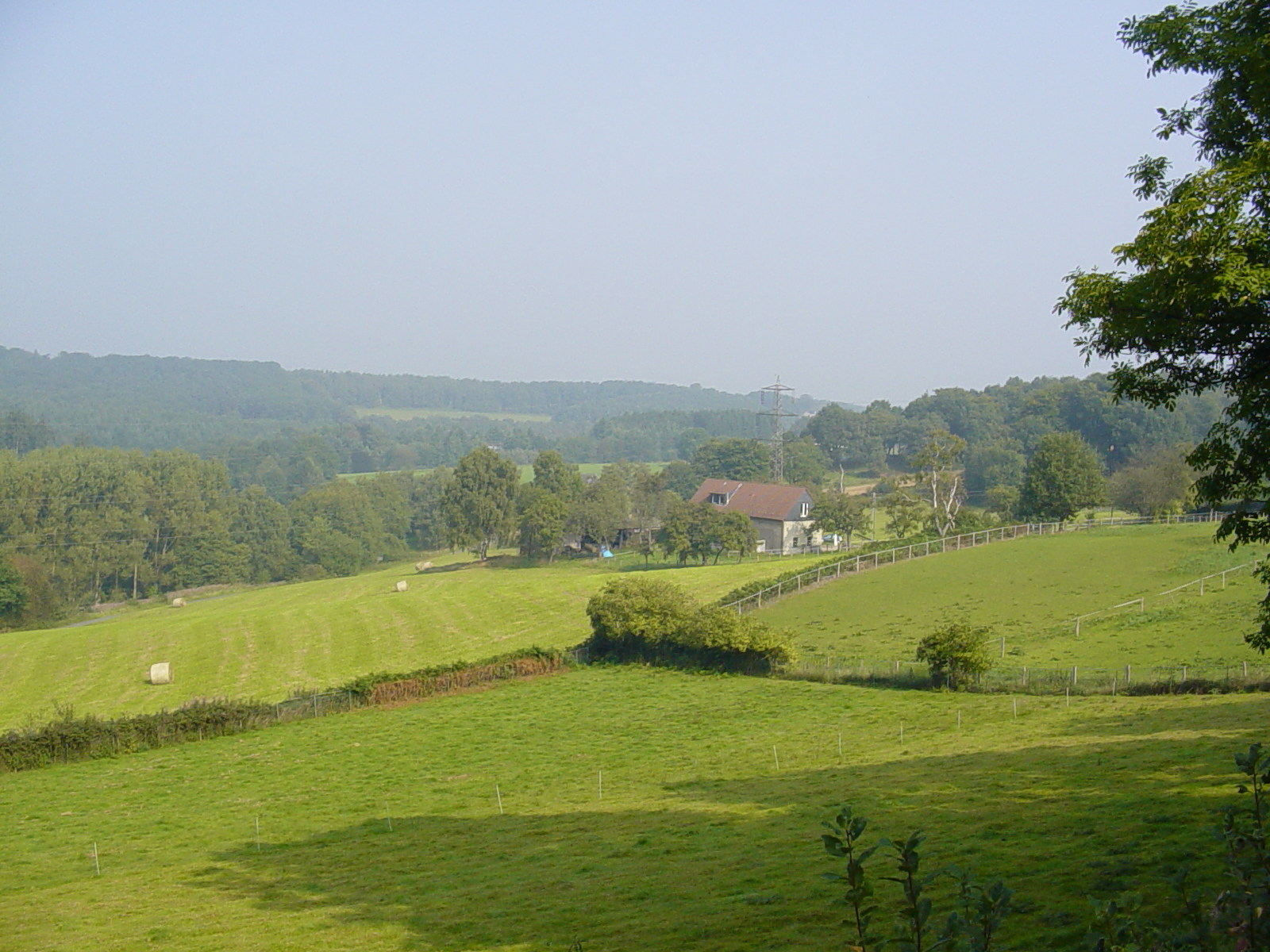
Landschaft im Muttental

Der Muttenbach entspringt auf einer Höhe von etwa 200 m ü. NHN in der Flur „In der Mutte“ südlich des zum Wittener Stadtteil Herbede gehörenden Ortsteils Durchholz.
Er fließt in nordnordöstlicher Richtung durch das Muttental, schlägt noch einen Bogen nach links und mündet schließlich östlich von Herbede auf einer Höhe von ungefähr 80 m ü. NHN von links in die Ruhr.
Der etwa 7,4 km lange Lauf des Muttenbachs endet ungefähr 119  Höhenmeter unterhalb seiner Quelle, er hat somit ein mittleres Sohlgefälle von etwa 16 ‰.

## Melioration
In den Jahren 1906 bis 1910 führte die „Genossenschaft zur Melioration des Muttenbachtales“ Maßnahmen zur Melioration der Wiesen durch. Dazu wurden kleine Wehre aus Beton mit Flachschiebern und Stichkanäle angelegt, um die Wiesen im Frühjahr gezielt zu überschwemmen.

## Geschichte
Im Muttental soll die erste Steinkohle im Ruhrgebiet gefunden worden sein. Der Abbau der Kohle begann etwa 1510 im Tagebau, eine erste urkundliche Erwähnung findet sich für 1552 in den Gerichtsakten der nahe gelegenen Burg Hardenstein.
Die historische Rolle des Muttentals wird heute durch den 1972 angelegten Bergbauwanderweg Muttental, das 2003 eröffnete Industriemuseum Zeche Nachtigall, das 1830 bis 1831 errichtete Bethaus der Bergleute und verschiedene industriegeschichtliche Museumsstandorte dargestellt. Weitere Sehenswürdigkeiten in der Nähe des Tals sind die Ruine der Burg Hardenstein, das Schloss Steinhausen und das Gruben- und Feldbahnmuseum Zeche Theresia.